# Josh Kelley
Joshua „Josh“ Bishop Kelley (* 30. ledna 1980, Augusta, Georgie, USA) je americký zpěvák a skladatel.
Svou hudební kariéru začal v 11 letech, když dostal od matky svou první kytaru. Později ještě jako mladý založil společně se svým bratrem Charlesem skupinu s názvem Inside Blue. Ve čtrnácti letech vydal své první CD s pěti písněmi, které upoutalo nahrávací společnost, která mu umožnila se setkat s Jamesem Brownem.
23. prosince 2007 se oženil s herečkou Katherine Heiglovou, která se nejvíce proslavila ztvárněním doktorky Izzie Stevensové v televizním seriálu Chirurgové (Grey's Anatomy). Svatby se zúčastnili i ostatní herci ze seriálu.

## Dílo

### Alba
- 2003 – For the Ride Home
- 2004 – For The Ride Home (2. verze)
- 2005 – Almost Honest
- 2006 – Just Say The Word
- 2008 – Special Company
- 2008 – Backwoods
- 2008 – To Remember

### Singly
- 2003 – "Amazing"
- 2004 – "Everybody Wants You"
- 2005 – "Only You"
- 2005 – "If I Were An X-Man"
- 2005 – "Almost Honest"
- 2006 – "Get With It"
- 2006 – "Pop Game"
- 2006 – "Just Say The Word"
- 2008 – "Unfair"